# 哈德納 (加利福尼亞州)
哈德納（英語：Hudner）是位於美國加利福尼亞州聖貝尼托縣的一個非建制地區。該地的面積和人口皆未知。

## 地理
哈德納的座標為36°54′00″N 121°27′05″W / 36.90000°N 121.45139°W，而該地的平均海拔高度為63米（即207英尺）。